# Venta de los Santos
Venta de los Santos es una pedanía perteneciente al municipio de Montizón, (Jaén), España. Con 850 habitantes (2012), está situado en las estribaciones de  Sierra Morena, a 3,7 km. de Montizón, 6,9 km de Aldeahermosa y a 30 km de Villamanrique.

## Historia
Se sabe que en este lugar existía una estación, Solaria, en la vía romana conocida como Camino de Aníbal. De la misma época hay una inscripción indicando la dependencia de la misma del pueblo de Ilugo (Santisteban del Puerto). 
El pueblo se fundó en 1767, junto con Aldeahermosa y Montizón, durante el reinado de Carlos III, dentro del plan de repoblación de las sierras Morena y Segura que se desarrolló para conseguir seguridad en el camino entre Andalucía y el norte, en un intento de acabar con el bandolerismo.
Los primeros pobladores, como en el resto de la zona, fueron enviados por el intendente del rey, D. Pablo de Olavide tras ser reclutados en toda Europa; cada uno recibía varias fanegas de tierra para cultivo de cereal, otras con olivos, una vivienda y los aperos necesarios. Principalmente, fueron ciudadanos alemanes e italianos los que poblaron estas inmediaciones, de ahí que en la actualidad se conserven apellidos como: 'Maigler', 'Unguetti', 'Signoret', 'Keler' o 'Leive'.
En las  inmediaciones de la pedanía se encuentra  el Barranco del Lobo, donde el general Gaspar Vigodet venció a los franceses durante la Guerra de la Independencia. También, entre sus inmediaciones, se encuentra un molino de agua romano que estaba situado en la antigua Vía solaria romana que atravesaba esta zona. Cuenta con unos bellos paisajes naturales. A este molino se le conoce popularmente como "Moliniche".  
Por la aldea pasa la Cañada Real que une Andalucía con la Mancha. Se debe destacar que Venta de los Santos es el último pueblo de Andalucía por la parte de Ciudad Real. Se encuentra a unos 30 km de Villamanrique (Ciudad Real)
Los enclaves de interés ambiental son abundantes, conservándose buenos ejemplos de ecosistema mediterráneo. El entorno del pantano de El Dañador es el paraje de mayor interés natural y recreativo del municipio de Montizón, donde podemos encontrar el embalse del Dañador y la zona recreativa de las Torrecillas.

## Cultura
- En mayo, concretamente el fin de semana más cercano al 15 de mayo,  se celebra la romería en honor a San Isidro Labrador en el embalse del Dañador que abastece de agua potable a los pueblos de la comarca del Condado.Ubicación de Venta de los Santos

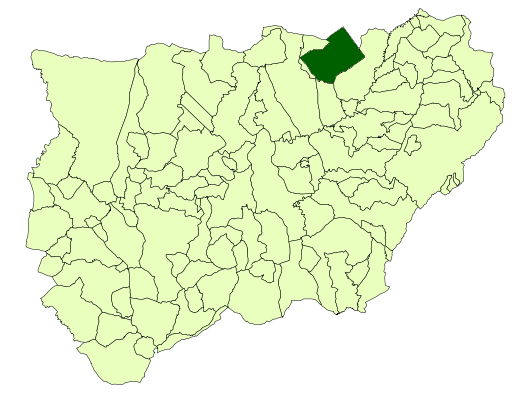
Ubicación de Venta de los Santos

- Celebra sus fiestas el 14 de septiembre en honor al Cristo de la Expiración.
- Los bailes típicos son el bolero y la jota suelta.
- Se celebran las matanzas al final del invierno, en febrero o marzo.

## Economía
Como el resto del municipio, vive de la agricultura, principalmente del olivo. También tiene ganadería a pequeña escala.
La abundancia de perdices y conejos permite que se organicen partidas de caza menor. 